# 中国＝パキスタン国境
中国＝パキスタン国境（ちゅうごく＝パキスタンこっきょう）または中巴国境（ちゅうぱこっきょう）は、中華人民共和国とパキスタンとの間の国境である。西はアフガニスタンとの三国国境に始まり、カラコルム山脈を通って、インドとの紛争地域であるシアチェン氷河付近の国境まで、東西に伸びる。延長は592キロメートルである。
国境が接する自治体は、パキスタン側がギルギット・バルティスタン州のフンザ県、シガール県、ガンチェ県、中国側が新疆ウイグル自治区カシュガル地区のタシュクルガン・タジク自治県とカルギリク県である。

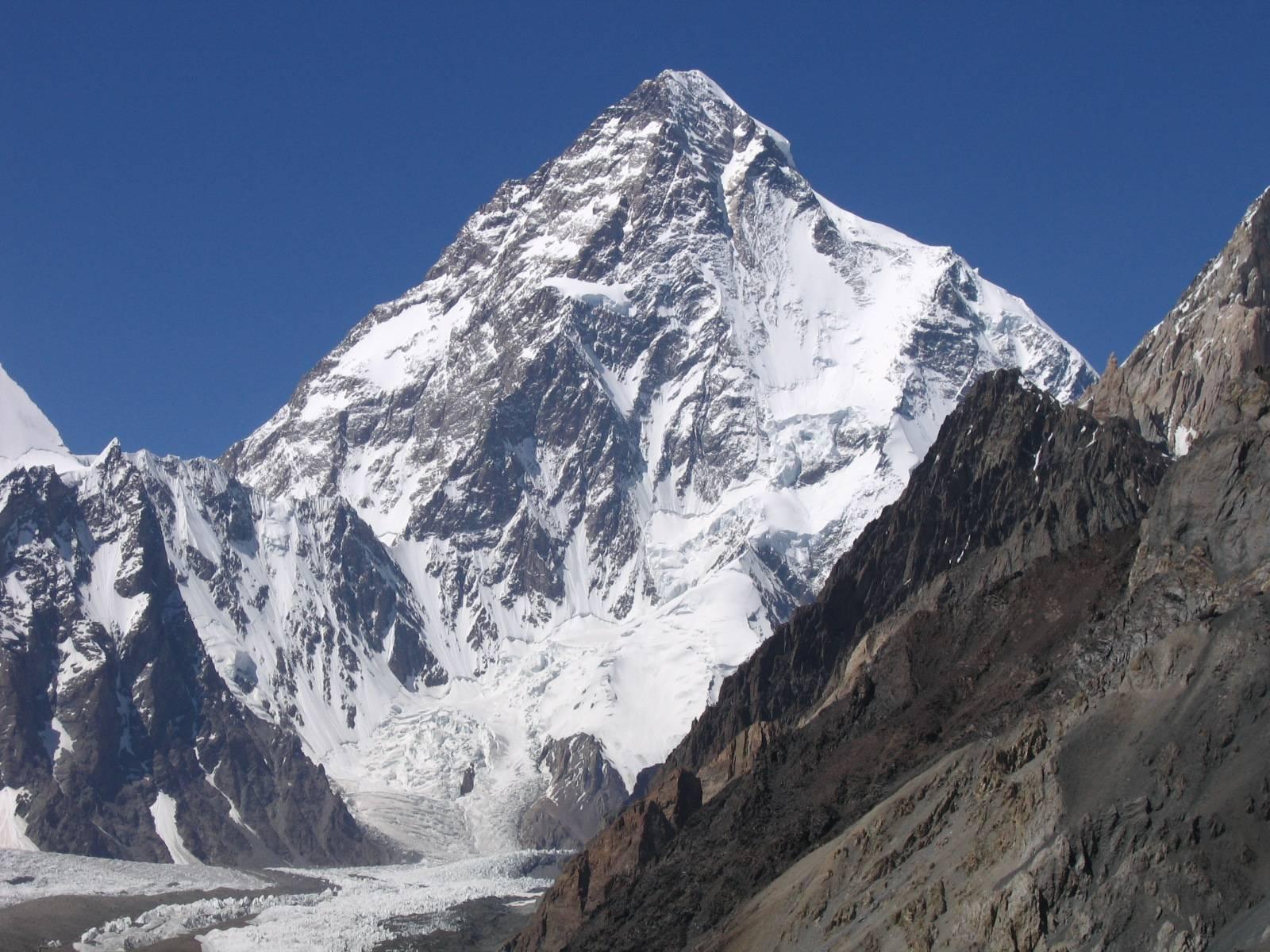
世界第2位の高峰K2は中国＝パキスタン国境上にある。

## 歴史
現代の国境は、イギリスがインドを支配していたイギリス領インド帝国時代にさかのぼる。当時、パキスタンはその一部だった。1899年、イギリスは北京駐在公使クロード・マクドナルドを介してイギリス領インドとの国境線（マクドナルド線として知られる）を中国政府に提案したが、中国側がこの提案に応じなかったため、これは正式な国境にはならなかった。
その後数十年の間に、紛争の当事者から様々な地図が発行されており、国境線が境界線が大きく変化していることを示している。1947年にイギリス領インド帝国からインド連邦とパキスタンが分離独立した際に、中国との国境紛争はそのまま引き継がれ、さらに印パ間のジャンムー・カシュミールの領有権をめぐる紛争によってさらに複雑化した。1960年代初頭、カシミールをめぐる印パ間の紛争の解決が進まない間に、チベットにおける中国の存在感が大幅に拡大し、1962年の中印国境紛争によりインドが支配していたアクサイチンの支配権を中国が掌握した。それに伴い、中国とパキスタンとの国境問題も表面化した。1961年、中国とパキスタンは国境を明確に画定することで原則的に合意した。翌年から交渉が開始され、1963年に中国パキスタン国境協定が調印された。協定では双方が譲歩し、パキスタンは中国にカラコルム回廊を割譲した。この条約の批准後、航空測量と地図の作成が行われ、境界柱が設置された。

## 国境の位置
国境の位置は、1963年の中国パキスタン国境協定第2条で次のように規定されている。
(1) 国境線は、標高5,630メートルの北西端（山頂、基準座標は東経74度34分、北緯37度03分）から始まり、タリム川水系のタシュクルガン川の支流とインダス川水系のフンザ川の支流との間の主な流域に沿って、概ね東進し、その後、南東に向かっている。キリク・ダバーン（ダワン）、ミンタカ・ダバーン（峠）、カルチャナイ・ダバーン（中国側の地図にのみ記載）、クテジルガ・ダバーン（中国側の地図にのみ記載）、パルピック峠（パキスタン側の地図にのみ記載）を経て、クンジュラブ（ユート）・ダバーン（峠）に到達する。
(2) 国境線は、クンジュラブ（ユート）ダバン（峠）を通過した後、上記の主要流域に沿って概ね南下し、ダバン（峠）の南側の山頂まで進み、そこから主要流域を離れて概ね南東方向に横たわる支脈の稜線に沿って進む。これは、アキジルガ川(パキスタン側の地図上では無名の対応する河川)とタグダンバシュ（オプラング川）とケリマン・スー（オプラング・ジルガ）の間の流域である。中国側の地図によると、国境線は、この支脈の南東端を離れた後、ケリマン・スー川の中流域の一部を走ってケレチン川との合流点に達する。パキスタン側の地図によると、国境線は、この支脈の南東端を離れた後、シャクスガム川（ムスタグ川）の急なカーブに達する。
(3) 国境線は、前述の地点から、ケレチン川（シャクガム川またはムスタガ川）をその河床の中流線に沿って、ソルブラク・ダリア（シムシャル川またはブラルドゥ川）との合流点（参考座標は東経76度02分、北緯36度26分）まで遡上する。
(4) 中国側の地図によると、国境線は前述の2つの川の合流点から、支脈の稜線を登り、それに沿って走り、山の頂上でカラコルム山脈の主脈に合流する（参考座標はおよそ東経75度5分、北緯36度15分である）。この地図では、この山はShorbulak山に属していると示されている。パキスタン側の地図によると、国境線は上記の2つの川の合流点から、対応する支脈の稜線を登り、それに沿って走り、高さ6,520メートル（21,300フィート）を通過して、頂上でカラコルム山脈の主脈に合流する（参考座標はおよそ東経75度57分、北緯36度03分である）。
(5) そこから国境線は、概ね南に向かって、そして東に向かって走り、東のムスターグ峠を通過して、タリム川水系とインダス川水系統を分離するカラコルム山脈の主脈に沿っている。チョグリ峰(K2)の頂上、ブロード・ピークの頂上、ガッシャーブルム峰(8068)の頂上、インディラコリ峠（中国側の地図上にのみ名前が記載）、テラム・カンリ峰の頂上を経て、カラコルム峠で東南端に達する。

## 国境紛争

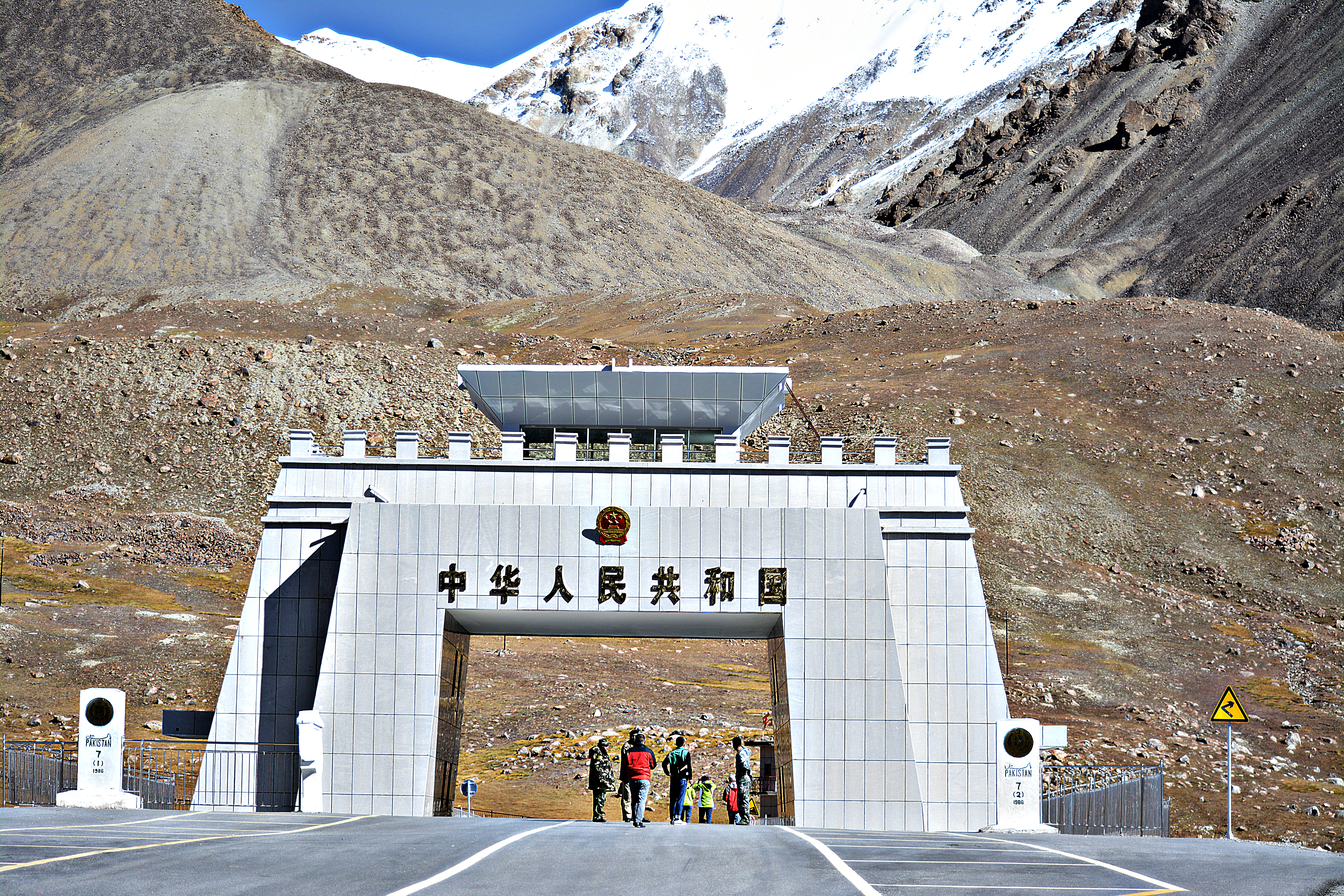
中国とパキスタンの国境上にあるクンジュラブ峠

パキスタンは、中国と国境を接するラダックのインド支配地域の領有権を主張している（実効支配線も参照）。パキスタン政府が使用している地図は、ラダックにおける中国との境界を「国境未定義」と注記しており、その状態は「カシミール紛争が解決した後、関係する主権当局によって正式化されるだろう」としている。
逆に、中パ国境協定で規定された中国とパキスタンの国境を、インド政府は認めていない。インドは、かつてのジャンムー・カシュミール藩王国の領土全域の領有を主張しているため、インドの主張に従えばパキスタンと中国は国境を接しておらず、インドはアフガニスタンと国境を接することになる。インドは1963年の中パ国境協定やカラコルム回廊の中国への割譲の合法性を認めていないが、中国とインドの国境もまた紛争状態にあるため、状況はさらに複雑になっている。1984年、インドはカシミール地方の国境未解決のシアチェン氷河に軍隊を移動させ始め、中国・インド・パキスタンの三国間の事実上の国境線を変更した。1963年の中パ国境協定第6条では、カシミール問題が解決された場合には、中国・パキスタン国境の再交渉を行うと規定している。しかし、インドと中国との関係は冷え切ったままであり、インドとパキスタンとも敵対関係にあるため、この国境問題がすぐに解決するとは考えにくい。

## 国境通過点
クンジュラブ峠が中国＝パキスタン国境の唯一の通過点であり、カラコルム・ハイウェイが通過している。
歴史的にはミンタカ峠やキリク峠も使用されてきたが、これらの峠には車でアクセスすることができず、閉鎖されている。

## 地図

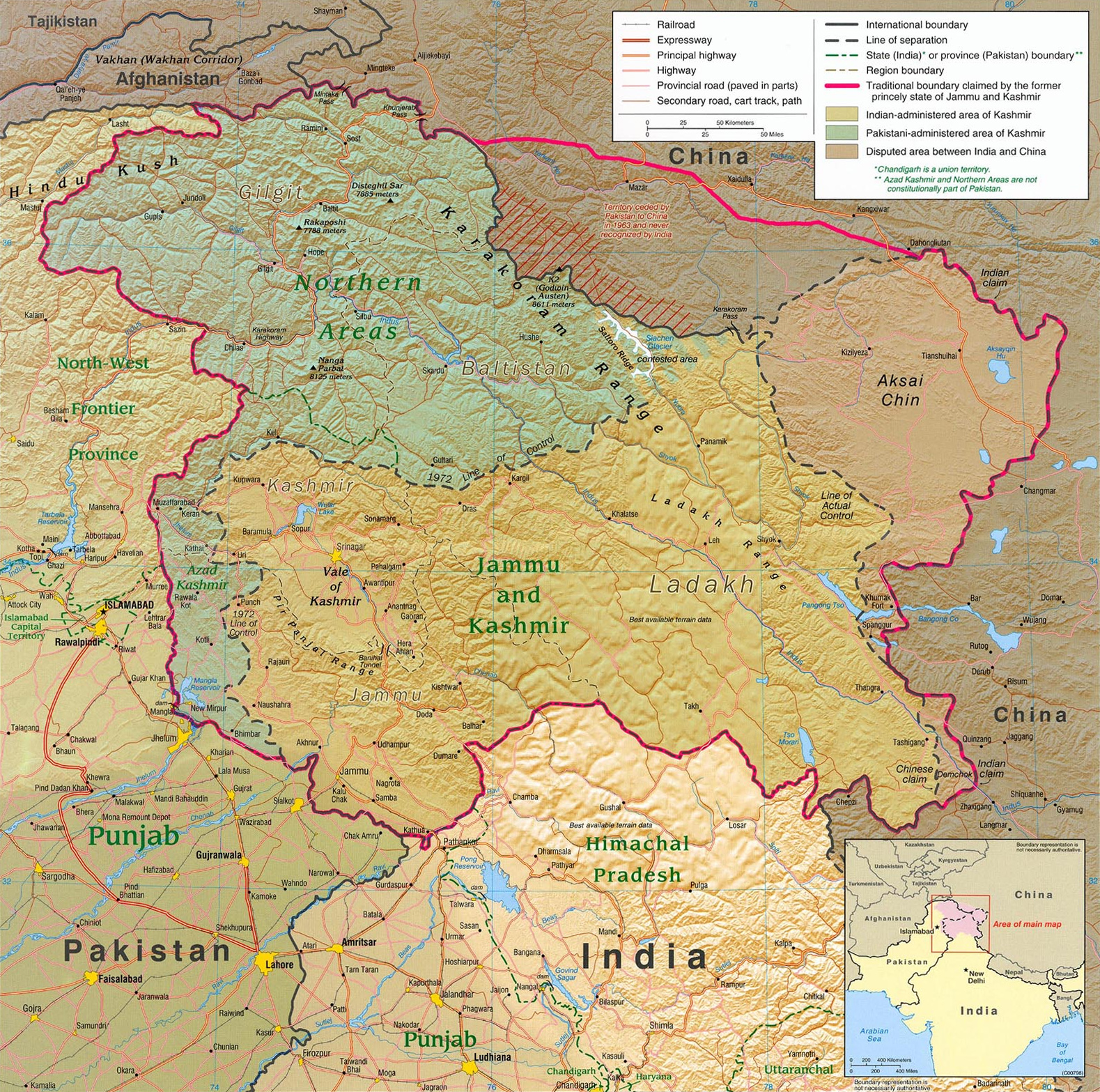
カシミール地方の地図。中国、インド、パキスタンの領土主張が重なり合っている。
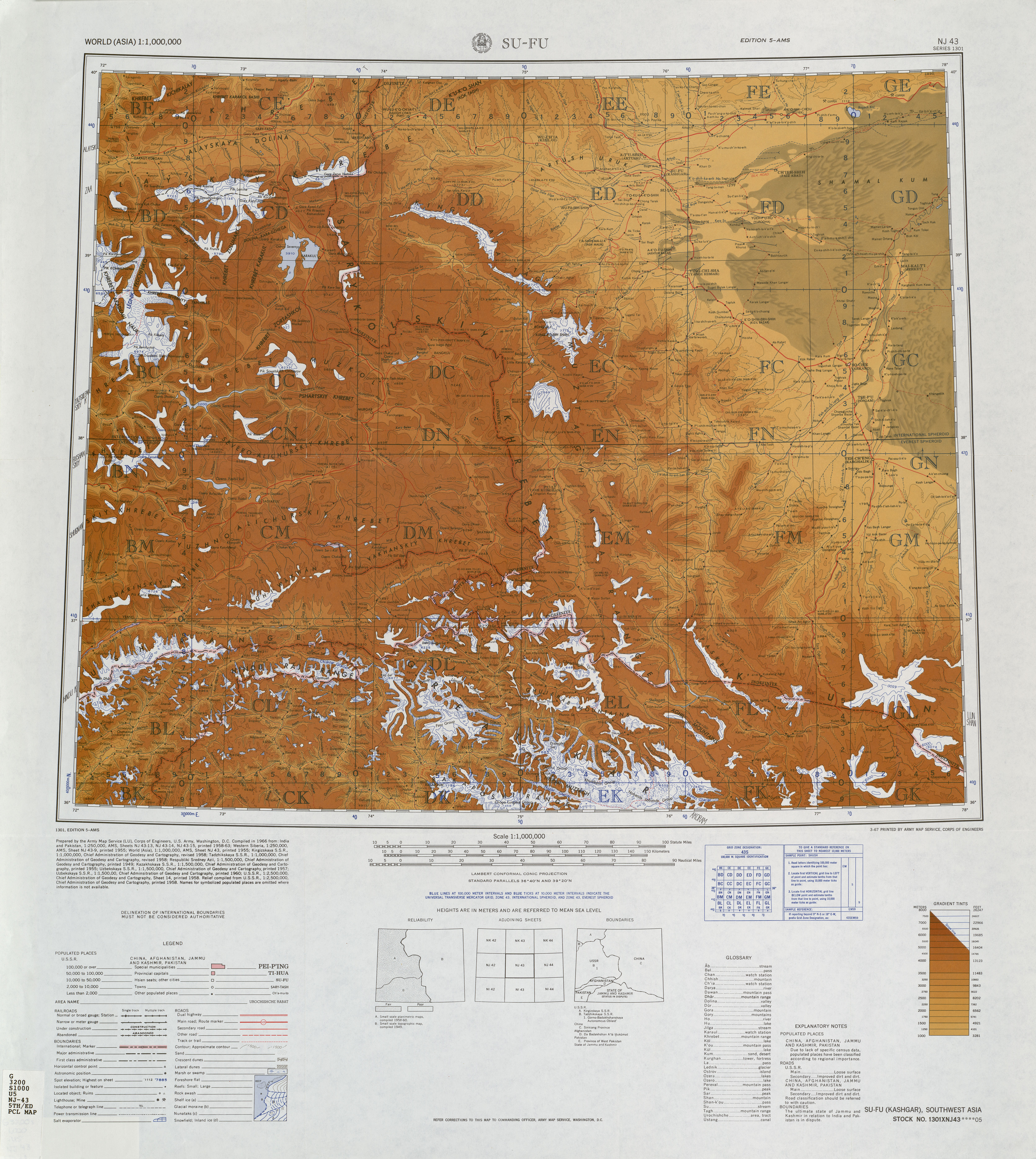
中国・カシミール（インド・パキスタン間の紛争地域）国境の一部を含む100万分の1国際図（1966年）。この地図には「国境線の定義は、信用できるものと考えてはならない。」と注記がある。
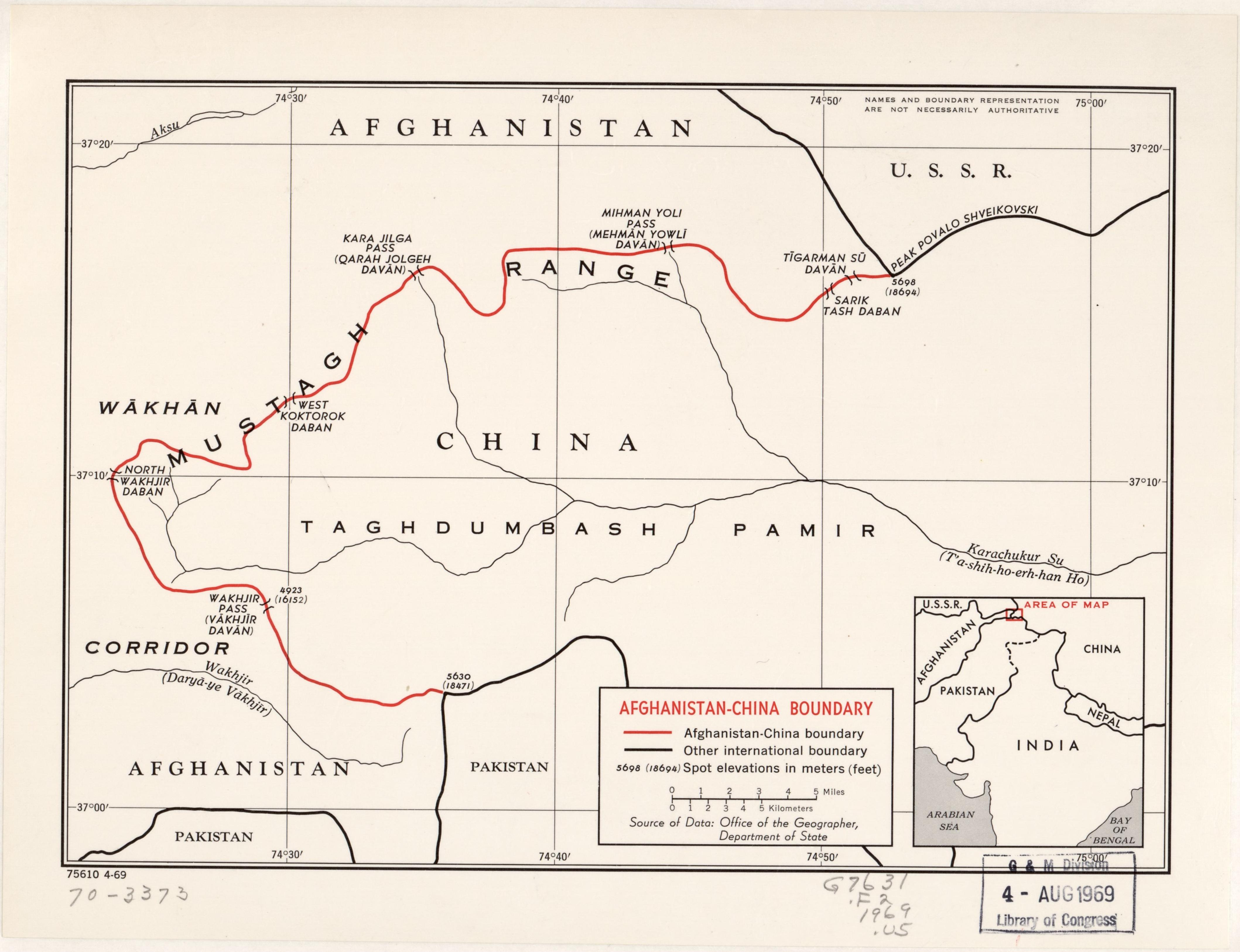
アフガニスタン＝中国国境の地図（1969年）。左下の"5630 (18471)"と標高が書かれている箇所がアフガニスタン・中国・パキスタンの三国国境である。この地図には「境界線や地名は、必ずしも信用できるものではない。」と注記がある。
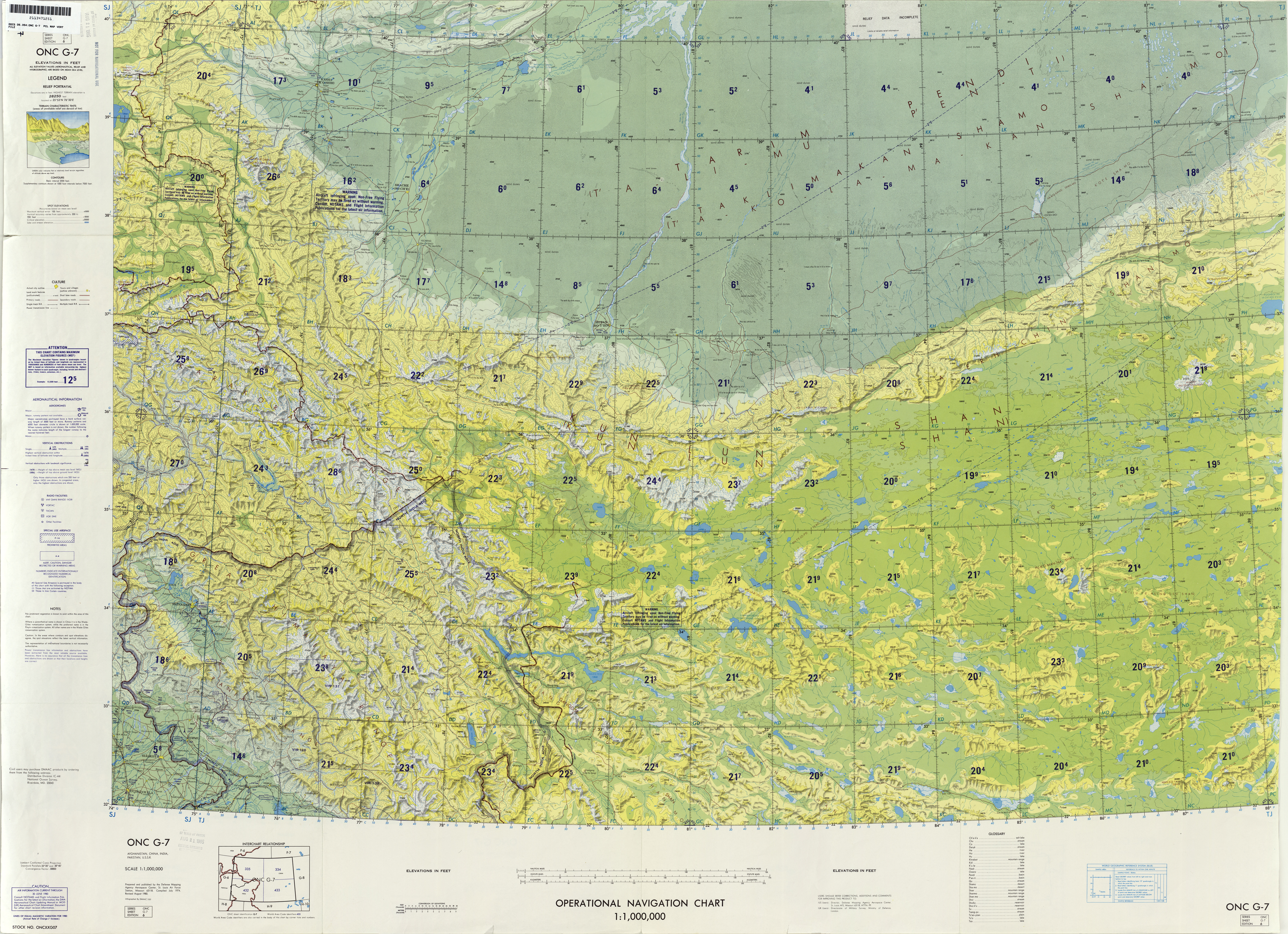
中国・カシミール（インド・パキスタン間の紛争地域）国境地域を含む地図（国防地図製作局(DMA)、1980年）